# Romuald Banz
Romuald Banz OSB (* 26. Juni 1866 in Ruswil als Josef Banz; † 20. März 1951) war ein Schweizer Lehrer.

## Leben
Der Sohn des Josef Banz und der Anna Schmid legte in Einsiedeln die Profess am 8. September 1886 ab. Nach der Priesterweihe 22. Mai 1892 (Primiz 29. Mai) war er von 1892 bis 1902 Lehrer der Rhetorik. Er studierte von 1902 bis 1905 Philologie in Freiburg im Üechtland (Doktor der Philosophie 23. Januar 1906). Er war seit 1905 Lehrer der Rhetorik und am Lyceum. Seit 1916 war er Rektor der Stiftsschule.

## Schriften (Auswahl)
- Christus und die minnende Seele. Zwei spätmittelhochdeutsche mystische Gedichte. Im Anhang ein Prosadisput verwandten Inhaltes. Untersuchungen und Texte. Breslau 1908, OCLC 186864851.
- Auf Friedenspfaden. Einsiedeln 1915, OCLC 65725566.
- Unter dem Banner des heiligsten Herzens. Erwägungen, Belehrungen und Andachten. Einsiedeln 1925, OCLC 252307633.
- Kurze Geschichte der römischen Literatur bis zum Mittelalter. Einsiedeln 1940, OCLC 902269281.